# Амурска змия
Амурските змии (Elaphe schrenckii) са вид влечуги от семейство Смокообразни (Colubridae).
Разпространени са в Манджурия и Корея.
Таксонът е описан за пръв път от руския зоолог Александър Щраух през 1873 година.

## Подвидове
- Elaphe schrenckii anomala
- Elaphe schrenckii schrenckii